# 長野地方検察庁
長野地方検察庁（ながのちほうけんさつちょう）は、長野県長野市にある日本の地方検察庁の一つで、長野県を管轄している。略称は、長野地検（ながのちけん）。
長野県を管轄しており、長野市に設置されている本庁のほか、上田・佐久・松本・諏訪・飯田・伊那に支部を設置している。

## 所在地
- 本庁 - 長野市長野旭町1108 長野地方法務合同庁舎　北緯36度39分18.3秒 東経138度10分51.7秒 / 北緯36.655083度 東経138.181028度
JR信越線・北陸新幹線・長野電鉄 長野駅から徒歩20分
長野駅から長野市循環バスぐるりん号に約10分乗車，「合同庁舎前」バス停から徒歩2分
- 上田支部 - 上田市中央西2丁目3-13　北緯36度24分33.5秒 東経138度14分44.5秒 / 北緯36.409306度 東経138.245694度
北陸新幹線・上田交通・しなの鉄道 上田駅から徒歩20分
上田駅から千曲バス「秋和」行きに約6分乗車，「花園」バス停から徒歩1分
- 佐久支部 - 佐久市岩村田1138-16　北緯36度16分33.1秒 東経138度28分27.9秒 / 北緯36.275861度 東経138.474417度
JR小海線 岩村田駅から徒歩5分
JR北陸新幹線 佐久平駅から徒歩10分
- 松本支部 - 松本市沢村2丁目12-46　北緯36度15分7.9秒 東経137度58分5.4秒 / 北緯36.252194度 東経137.968167度
JR大糸線 北松本駅から徒歩25分
JR篠ノ井線・大糸線・松本電気鉄道 松本駅から徒歩30分
松本駅から松電バス「北市内線（西回り）」に約10分乗車，「蟻ヶ崎北」バス停から徒歩5分
- 諏訪支部 - 諏訪市湖岸通り5丁目17-15　北緯36度2分37.8秒 東経138度6分48秒 / 北緯36.043833度 東経138.11333度
JR中央線 上諏訪駅から徒歩5分
- 飯田支部 - 飯田市伝馬町2丁目37　北緯35度31分8.3秒 東経137度49分41秒 / 北緯35.518972度 東経137.82806度
JR飯田線 飯田駅から徒歩15分
- 伊那支部 - 伊那市西町4825　北緯35度50分21.8秒 東経137度57分15.4秒 / 北緯35.839389度 東経137.954278度
JR飯田線 伊那市駅から徒歩10分

## 管轄
- 本庁
  - 長野区検察庁（長野市・須坂市・上水内郡・上高井郡）
  - 飯山区検察庁（飯山市・中野市・下水内郡・下高井郡）
- 上田支部
  - 上田区検察庁（上田市・千曲市・東御市・小県郡・埴科郡）
- 佐久支部
  - 佐久区検察庁（佐久市・小諸市・南佐久郡・北佐久郡）
- 松本支部
  - 松本区検察庁（松本市・塩尻市・安曇野市・東筑摩郡）
  - 木曾福島区検察庁(木曽郡）
  - 大町区検察庁（大町市・北安曇郡）
- 諏訪支部
  - 諏訪区検察庁（諏訪市・茅野市・諏訪郡）
  - 岡谷区検察庁（岡谷市）
- 飯田支部
  - 飯田区検察庁（飯田市・下伊那郡）
- 伊那支部
  - 伊那区検察庁（伊那市・駒ヶ根市・上伊那郡）

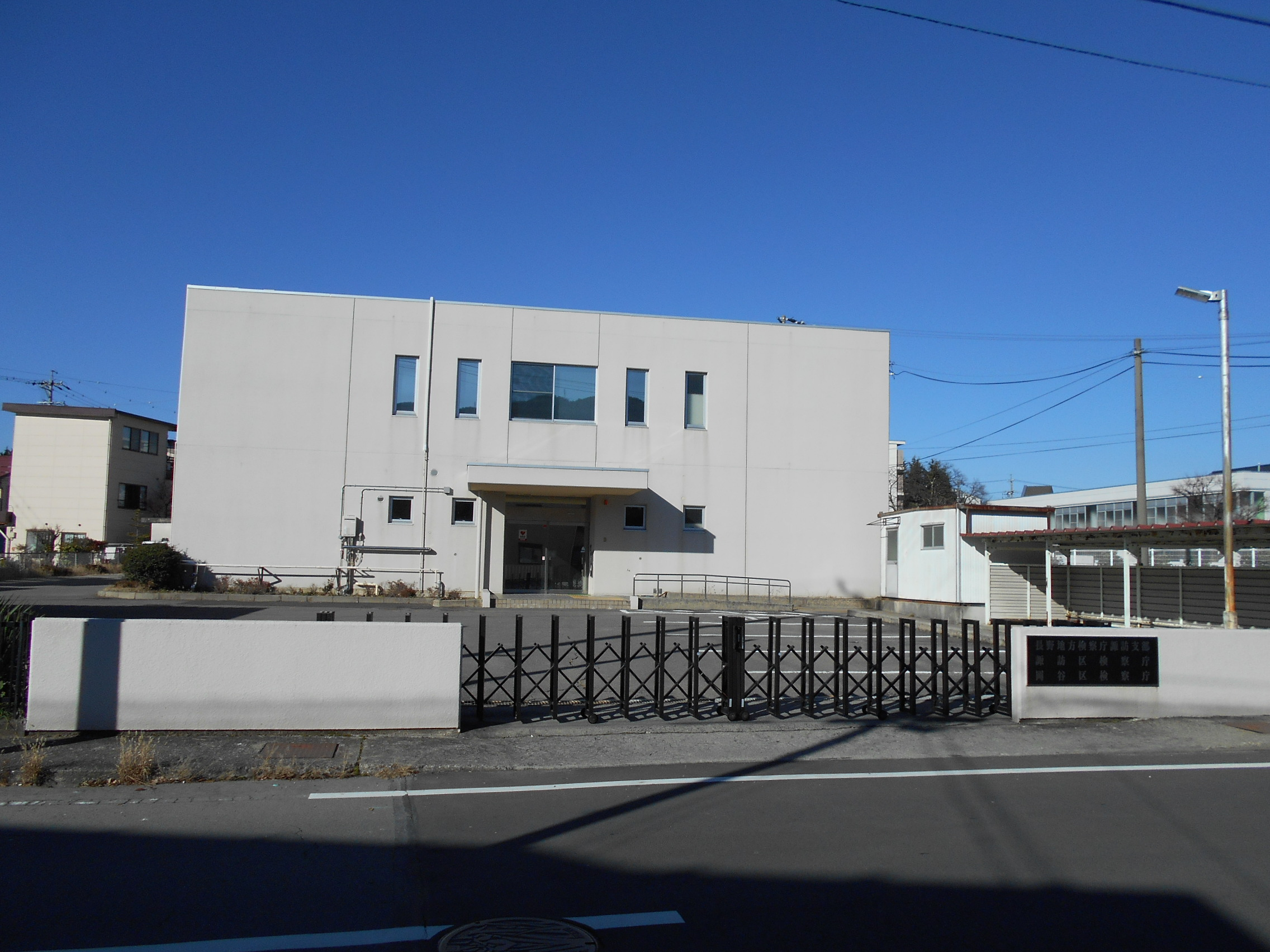
諏訪支部、諏訪区検察庁、岡谷区検察庁
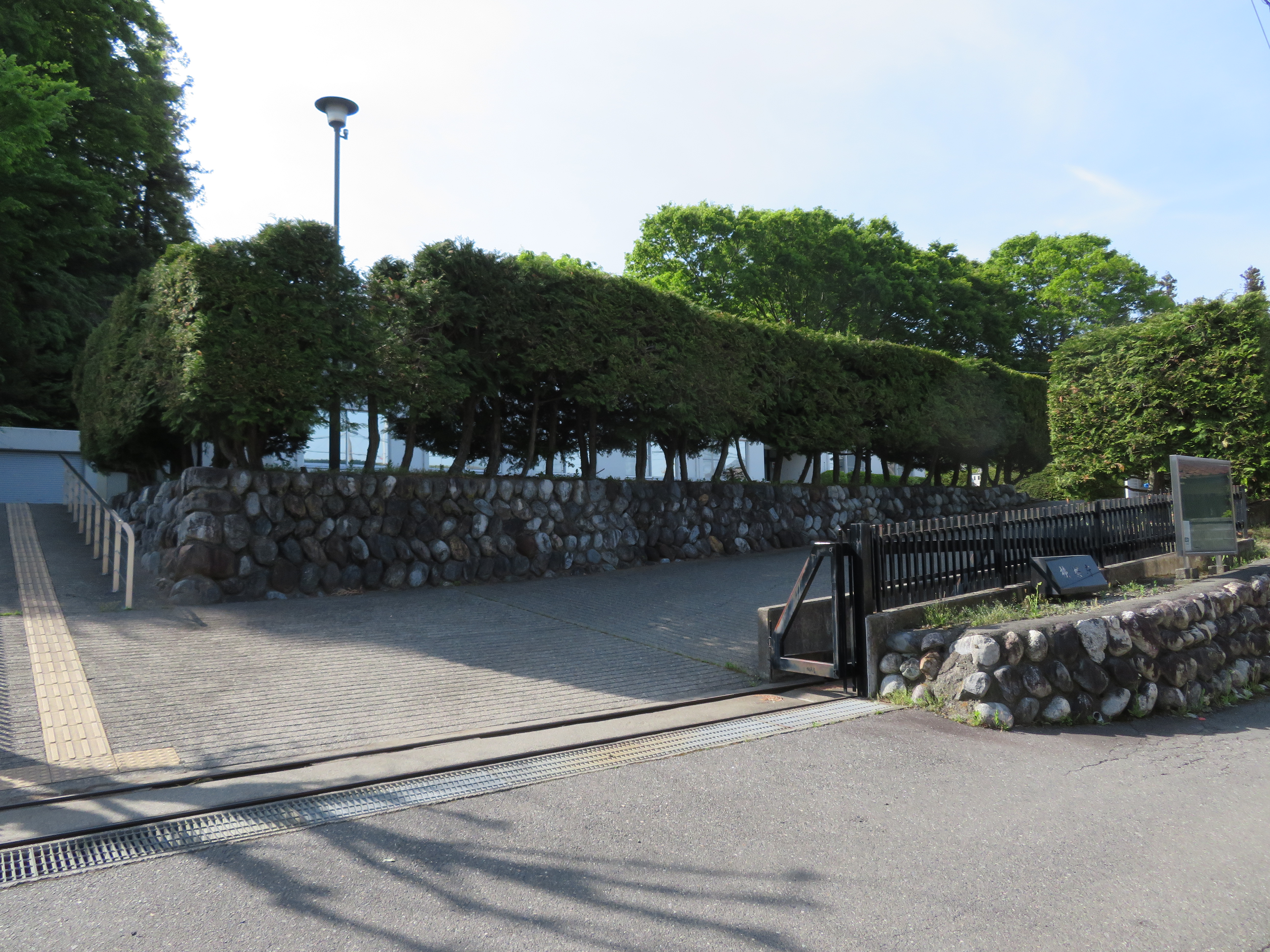
伊那支部、伊那区検察庁

## トラブル・不祥事

### 失態
2008年1月10日、大阪発長野行きの特急しなの号に乗った松島隆二副検事が、下車予定だったJR松本駅を本人の過失で乗り過ごしたにもかかわらず、「裁判に間に合わないからなんとかしろ」と車掌に申し立て、田沢駅で臨時停車させたという、非常識な事件が起こった。
その後、松島副検事の代わりに、当時の髙森高德次席検事（現・板橋公証役場公証人、長野県東御市出身・長野県丸子実業高等学校 OB）がお詫び文を伝えている。
なお、松島副検事は2008年4月1日付で福岡区検察庁へ異動した。

### 証拠品売却で不適切依頼
2006年度から2009年度にかけて、刑事事件の証拠品のうち所有者不明のものについて、随意契約で売却を実施したが、その際、買取業者に対し、他の業者の見積書も用意させるという、不適切な依頼を行っていたことが判明した。